# Sportovní lávka
Sportovní lávka, polsky Kładka Sportowa nebo Most Sportowy, je lávka přes řeku Olše a také hraniční přechod na česko-polské státní hranici. Spojuje Český Těšín (okres Karviná, Moravskoslezský kraj) a Cieszyn (okres Těšín, Slezské vojvodství). Geograficky se nachází na Těšínsku v Horním Slezsku v pohoří Podbeskydská pahorkatina.

## Historie a popis
Netradiční sportovní lávka mající hlavní ocelový nosník zakřivený do půdorysu kruhového oblouku, byla postavená v letech 2011-2012. Lávka je samokotvené obloukové konstrukce a leží v pohraniční rekreačně-sportovní zóně. Spojuje park A. Sikory na české straně a Park Sportowy na polské straně. Lávka vznikla v rámci česko-polského projektu „SportMost-Sportovní lávka“, který byl finančně podpořen dotačními prostředky Evropské unie. Lávka, která má délku přes 93 m a je tvořena hlavním nosníkem proudnicového tvaru, jež je v hlavním poli zavěšen na výrazném šikmém (vykloněném) oblouku. Celá stavba působí velmi zajímavým, provokativním a dynamickým dojmem, přičemž esteticky doplňuje místní krajinu. Architektonické zpracování pochází od architekta prof. Jiřího Stránského.

## Galerie

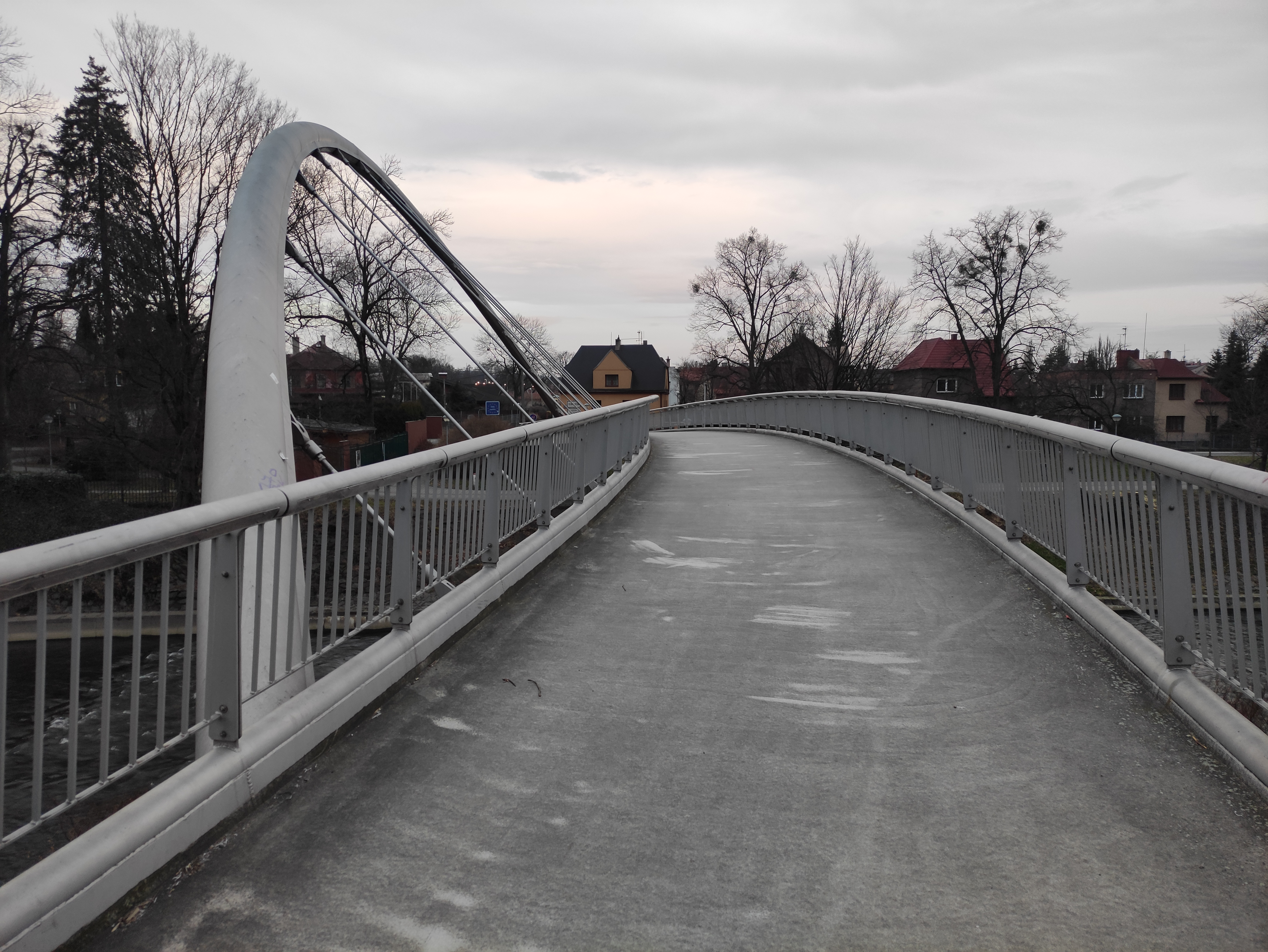
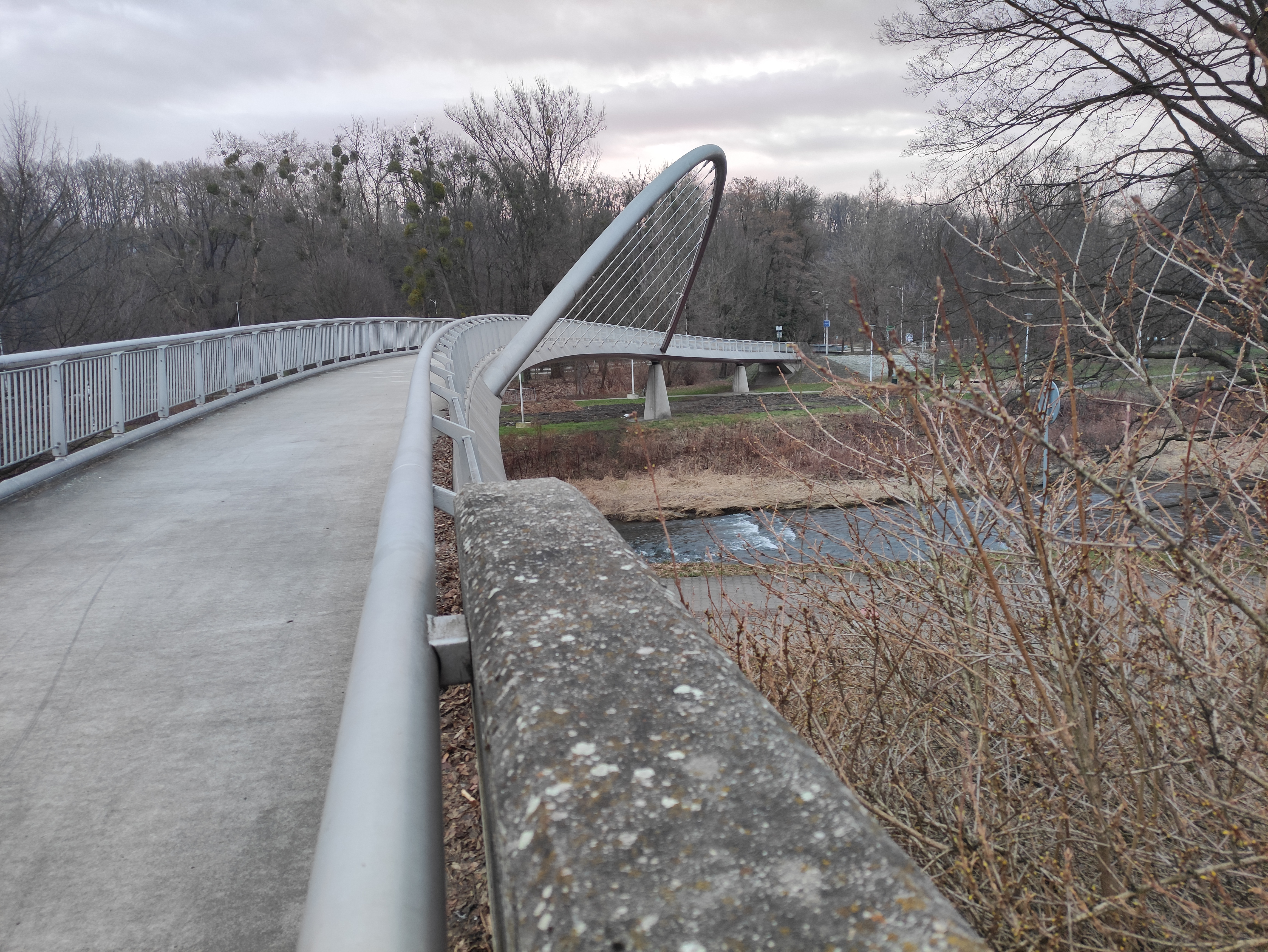
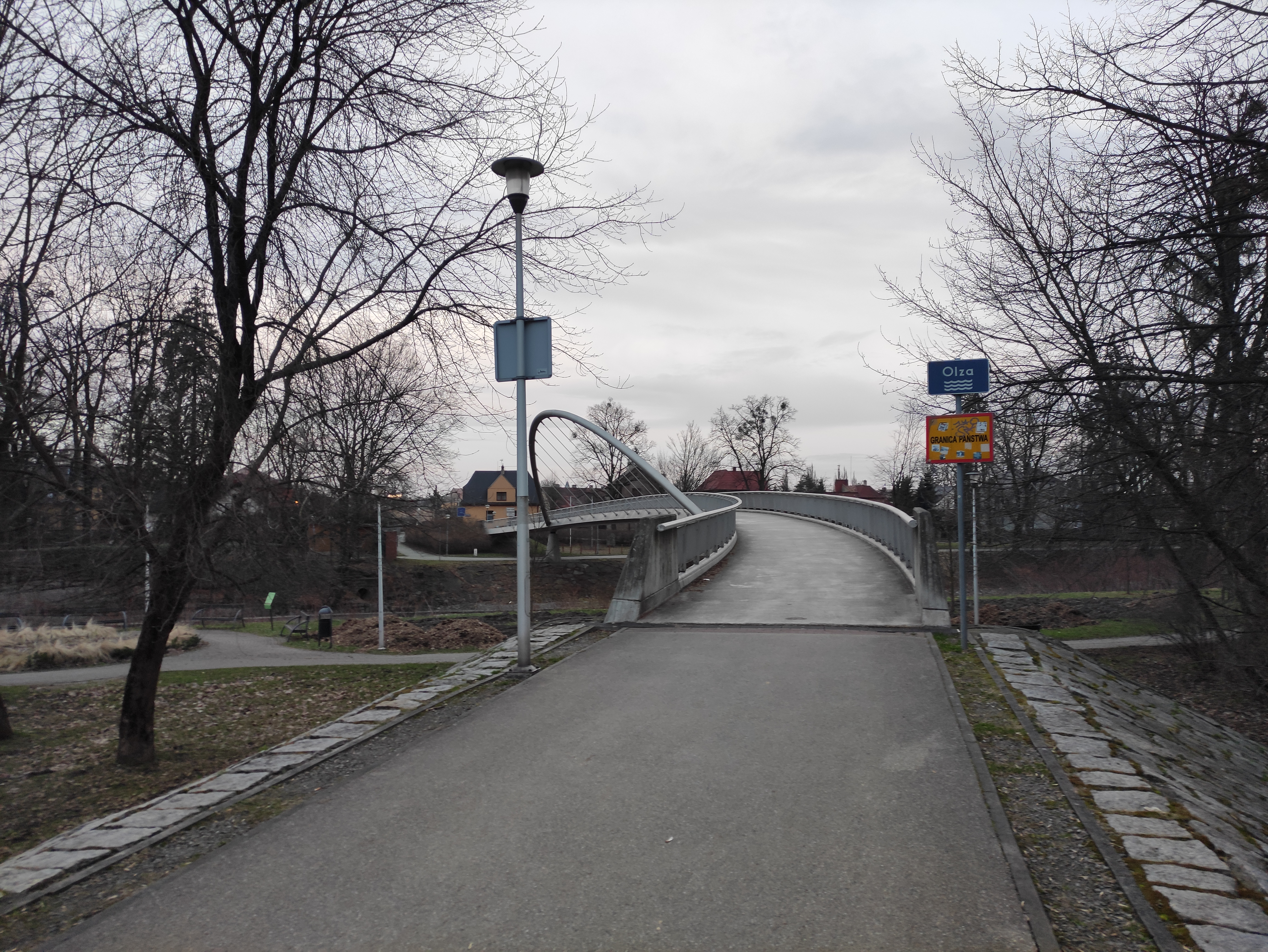

## Další informace
Lávka je celoročně volně přístupná.